# Büttelborn
Büttelborn es un municipio situado en el distrito de Groß-Gerau, en el estado federado de Hesse (Alemania). Su población estimada a finales de 2016 era de 14 694 habitantes.
Abarca los suburbios de Klein-Gerau y Worfelden.
Se encuentra ubicado al sur del estado, a poca distancia al este del río Rin que lo separa del estado de Renania-Palatinado.